# Fromaro
Frumario dei Suebi Frumario in spagnolo, in galiziano ed in portoghese (... – 465) è stato re dei Suebi di Gallaecia, dal 460 fino alla sua morte.

## Origine
Secondo Isidoro di Siviglia, Fromaro era figlio di Masdra e della moglie di cui non si conoscono né il nome né gli ascendenti, e forse era fratello di Ricimondo (Frumarium et Reccimundum Masdræ filium).

## Biografia
Il re Maldraso, come conferma Idazio fu assassinato, nel febbraio del 460, pare da uno del suo seguito, e, secondo Isidoro di Siviglia, gli fu tagliata la gola (Maldra autem tertio regni anno a suis iugulatur).

A Maldraso succedette Remismondo, che secondo Isidoro di Siviglia era figlio di Maldraso, ma altre fonti lo negano.
Fromaro e il suo presunto fratello Ricimondo, dopo la morte del re Maldraso, spodestarono Remismondo, si spartirono il regno suebo di Galizia, ma, sempre secondo Isidoro di Siviglia, non andavano d'accordo (Maldra interfecto inter Frumarium et Reccimundum oritur de regni potestate dissensio).

Dopo questa citazione, Isidoro di Siviglia non menziona più Ricimondo, mentre il vescovo Idazio, nella sua Idatii episcopi Chronicon non menziona mai Ricimondo, per cui, alcuni storici e il Diccionario biográfico español, Real Academia de la Historia pensano che Ricimondo e Remismondo siano la stessa persona.

Idazio non cita mai Ricimondo, ma riporta che Fromaro e Remismondo non andavano d'accordo (inter Frumarium et Remismundum oritur de regni potestate dissensio).

Anche Rafael Altamira y Crevea riporta che Remismondo si alleò con il re dei Visigoti Teodorico II, che l'aiutò nella guerra contro Fromaro.
Fromaro (Frumarius), secondo le cronache di Idazio, catturò Idazio stesso, vescovo di Aquae Flaviae (capto Idatio Episcopo VII Kal Aug in Aquæflaviensi ecclesia), nella provincia romana di Gallaecia, e lo tenne prigioniero per tre mesi.
Fromaro morì nel 465 e Remismondo rientrò in possesso di tutto il regno, sia secondo Isidoro di Siviglia (Frumario mortuo Remismundus omnibus Sueuis in suam dicionem regali iure), che secondo le cronache di Idazio (Frumario mortuo Remismundus omnibus Sueuis in suam ditionem regali iure revocatis).

## Discendenza
Di Fromaro non si conosce alcuna discendenza.

### Fonti primarie
- (LA)  #ES Isidori Historia Gothorum, Wandalorum, Sueborum.
- (LA)  #ES Idatii episcopi Chronicon.
- (LA)  Monumenta Germaniae Historica, Auctorum antiquissimorum, tomus 11, Isidori Historia Gothorum, Wandalorum, Sueborum, Historia Sueuorum.

### Letteratura storiografica
- Rafael Altamira, "La Spagna sotto i Visigoti", in "Storia del mondo medievale", vol. I, 1999, pp. 743–779.